# 卡萨斯-伊瓦涅斯
卡萨斯-伊瓦涅斯，是西班牙卡斯蒂利亚-拉曼恰自治区阿尔瓦塞特省的一个市镇。 总面积103km², 总人口4162人（2001年），人口密度40人/km²。